# Ptiloscola picklei
Ptiloscola picklei är en fjärilsart som beskrevs av William Schaus 1933. Ptiloscola picklei ingår i släktet Ptiloscola och familjen påfågelsspinnare. Inga underarter finns listade.